# پالوما (کالیفرنیا)
پالوما (به انگلیسی: Paloma) یک منطقهٔ مسکونی در ایالات متحده آمریکا است که در شهرستان کالاوراس، کالیفرنیا واقع شده‌است. پالوما ۴۱۵ متر بالاتر از سطح دریا واقع شده‌است.